# 22 Jump Street
22 Jump Street är en amerikansk actionkomedifilm från 2014, regisserad av Phil Lord och Christopher Miller, producerad av Jonah Hill och Channing Tatum (som även har huvudrollerna i filmen) och skrevs av Michael Bacall, Oren Uziel och Rodney Rothman. Det är uppföljaren till filmen 21 Jump Street från 2012, baserat på TV-serien med samma namn. Filmen hade biopremiär den 13 juni 2014. Filmen fick positiva recensioner och tjänade in runt 270 miljoner dollar i biljettintäkter.

## Rollista
- Jonah Hill - Morton Schmidt[8]
- Channing Tatum - Greg Jenko
- Peter Stormare[9][10] - Ghost
- Ice Cube - Capt. Dickson
- Amber Stevens[11] - Maya Dickson
- Wyatt Russell - Zook
- Jillian Bell[12] - Mercedes
- Jimmy Tatro - Rooster
- Nick Offerman - Deputy Chief Hardy
- Dave Franco - Eric Molson
- Rob Riggle - Mr. Walters
- Marc Evan Jackson - Dr. Murphy[13]
- Kenny Lucas - Kenny Yang
- Keith Lucas - Keith Yang
- Queen Latifah - Mrs. Dickson
- Diplo - Spring Break DJ
- Dustin Nguyen - Vietnamese Jesus
- Richard Grieco - Booker
- H. Jon Benjamin - MCS Football Coach
- Patton Oswalt - MC State Professor
- Bill Hader - Culinary School Villain
- Anna Faris - Anna
- Seth Rogen - Morton Schmidt